# 托爾 (加利福尼亞州)
托爾（英語：Towle）是位於美國加利福尼亞州普萊瑟縣的一個非建制地區。該地的面積和人口皆未知。

## 地理
托爾的座標為39°12′15″N 120°47′57″W / 39.20417°N 120.79917°W，而該地的平均海拔高度為1126米（即3694英尺）。